# Palacio Surian Bellotto
El palacio Surian Bellotto es un edificio histórico italiano situado en el sestiere de Cannaregio de Venecia, junto al canal del mismo nombre.

## Historia

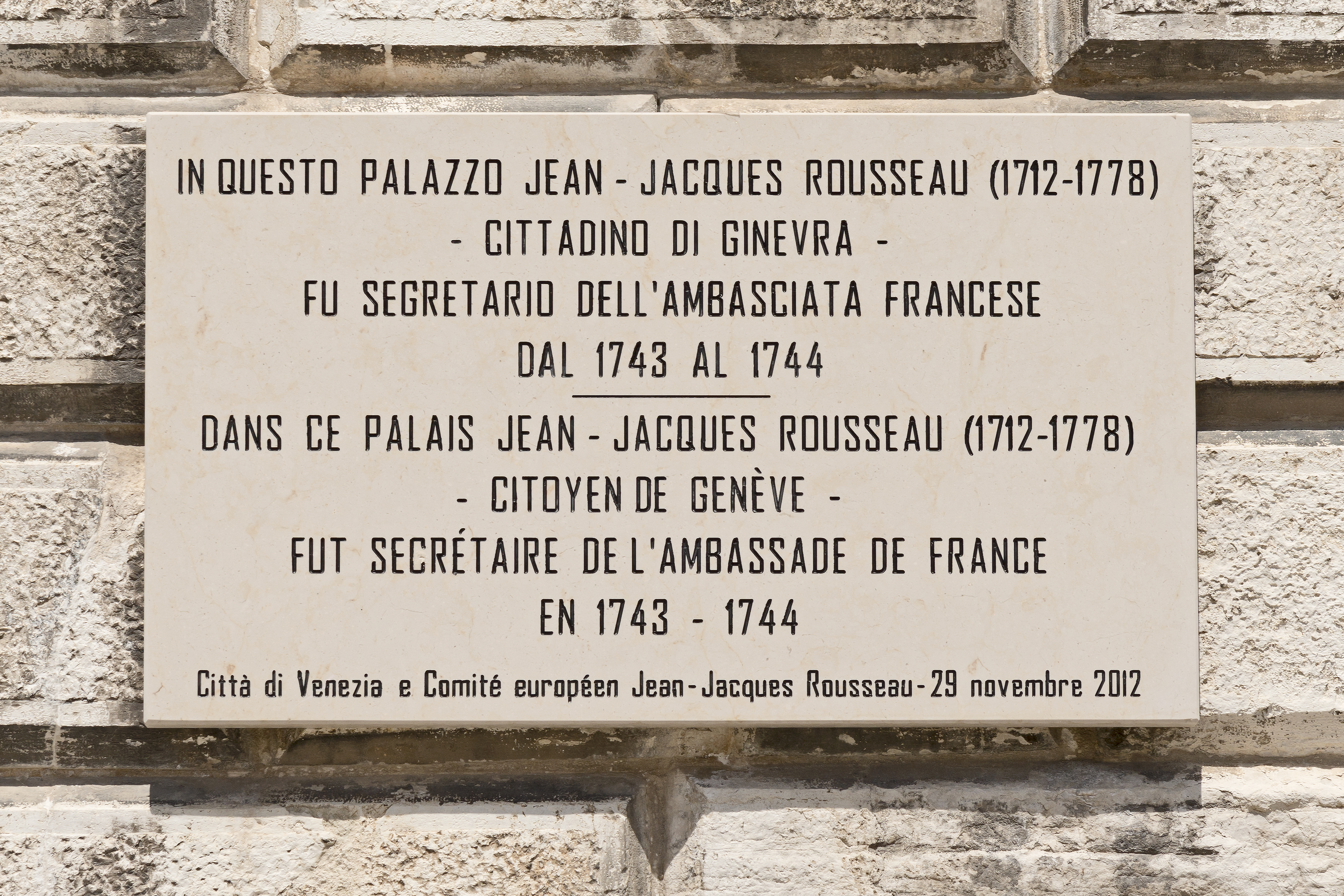
Paca en recuerdo del paso de Jean Jacques Rousseau por el palacio.

Este palacio, con una de las más imponentes fachadas sobre el canal de Cannaregio, fue construido por voluntad de la familia aristocrática de los Surian, de origen armenio en el siglo XVII, siguiendo un proyecto atribuido al arquitecto Giuseppe Sardi (1624-1699), autor del vecino Palacio Savorgnan.
A finales de aquel siglo, fue cedido a los Bellotto (de origen bergamesco). En el siglo XVIII, se convirtió en sede de la embajada de Francia en la República de Venecia: esta fue la época en que vivió allí el filósofo Jean-Jacques Rousseau.
Tras la caída de la República de Venecia, en el siglo XIX el palacio comenzó un largo periodo de degradación, durante el cual se fueron irremediablemente perdiendo los fastuosos interiores, las estructuras originales y las decoraciones.
Actualmente es una propiedad privada.

## Descripción
La parte mejor conservada y más importante del Palacio Surian es la gran fachada de estilo barroco, que, con sus cuatro pisos de altura, se eleva por encima de los edificios cercanos.
La fachada es asimétrica, su eje central está desplazado hacia la izquierda: aquí están las ventanas de mayor valor: la planta baja, con dos portales adornados en lo alto con máscaras, sobre paños almohadillados; las plantas nobles, segundo y tercer piso, presentan ventanas serlianas y grandes ventanas de arco de medio punto en piedra sin adornos, separándose las plantas mediante cornisas. Todas las aberturas de los pisos principales están equipadas con barandillas y gárgolas. El cuarto piso cuenta con una serie de pequeñas ventanas rectangulares.
Los niveles de la fachada están marcados por cornisas con modillones, mientras que la parte superior del tejado está cubierta por una cornisa dentada.